# Opsiphanes saronia
Opsiphanes saronia är en fjärilsart som beskrevs av Pierre André Latreille och Jean Baptiste Godart 1824. Opsiphanes saronia ingår i släktet Opsiphanes och familjen praktfjärilar. Inga underarter finns listade i Catalogue of Life.